# Інститут досліджень сучасної німецької історії і товариства імені Герда Буцеріуса
Інститут досліджень сучасної німецької історії і товариства імені Герда Буцеріуса (англ. Bucerius Institute for Research of Contemporary German History and Society) — академічний інститут при Хайфському університеті. Створений в 2001 році фондом ZEIT-Stiftung і його головою, професором Манфредом Ланштейном. Носить ім'я Герда Буцеріуса. Інститут займається дослідженням соціальних та історичних проблем сучасної Німеччини. Засновником і першим директором інституту був професор Іфат Вайс. З 2008 року директором Інституту є доктор Амос Морріс-Рейх.

## Дослідження
Інститут фінансує дослідження сучасної історії і соціальним, культурним і політичним реаліям Німеччини і активно працює, сприяючи розширенню обізнаності та розуміння сучасної Німеччини серед академічної спільноти. Крім того, Інститут сприяє інтенсифікації академічного обміну між Німеччиною, Європою та Ізраїлем.
Тематичне та методологічне відмінність тим у дослідницьких програмах Інституту за останнє десятиліття включає в себе дослідження з питань ідентичності, міграції, інтеграції, мультикультурності, громадянства та лібералізму, «рас», візуальної історії та історії науки в німецьких, ізраїльських та європейському контекстах. Інститут прагне у своїх дослідженнях до залучення різних дисциплінарних тематик і методологій, історичних періодів і географічних контекстів, висуваючи на перший план різні аспекти сучасної німецької та єврейської історії, які можуть виявити складні проблеми заплутаній історії сучасної Німеччини.
Інститут став важливим джерелом інформації про конкретні події в післявоєнній Німеччині та Європі загалом. Результати наукових досліджень університету регулярно використовуються студентами та вченими Університету Хайфи, а також звичайними людьми.

## Наукова та громадська діяльність
Інститут щороку організовує конференції, семінари і лекції запрошених фахівців, серед яких, наприклад, були лекції на тему «Досвід квір-ідентичностей в Третьому Рейху і Голокост» і «Концепції „раси“ в гуманітарних науках», маючи справу з широким спектром тим в областях, що представляють безсумнівний науковий інтерес та сприяють організації подальших наукових дискусій. Крім того, під час цих заходів в інституті, були прочитані лекції видатними німецькими громадськими діячами, такими як Рита Зюссмут, Йозеф Йоффе і Вольф Бірман.
Час від часу Інститут організовує спеціальні заходи, наприклад, кінофестивалі й музичні шоу, які залучають широку аудиторію за межами університету. У 2007 році інститут взяв участь в організації кінофестивалю DEFA / GDR, присвяченого «німецькому кіно за залізною завісою», а в 2008 році відбулася прем'єра музичної драми під назвою «Міф і Справжнє життя Марлен Дітріх».

## Стипендії та академічний обмін
Інститут Буцериус має активну програму обміну студентів магістратури та докторантури, надаючи їм гранти і стипендії. Під егідою Інституту було прочитано безліч лекцій, авторами яких були провідні вчені. Інститут вносить свій внесок у дослідження сучасної Німеччини, що проводяться в Ізраїлі, і співпраця з вченими Ізраїлю та інших країн.
Партнерами Інституту є ряд міжнародних науково-дослідних установ, таких як Інститут Лео Бека, Німецько-Ізраїльський фонд (GIF) з наукових досліджень і розвитку, Інститут єврейської історії і культури імені Шимона Дубнова, Гамбурзький інститут соціальних досліджень, Інститут історії німецьких євреїв, Дослідницька група «Дидактика Біології» з університету Ієни, різні німецькі фонди в Ізраїлі, а також інші академічні інститути Німеччини та Ізраїлю.

## Публікації
У березні 2005 року Інститут опублікував «Пам'ять і Амнезія: Голокост в Німеччині», під редакцією Гілада Маргалит і Ифат Вайс (на івриті). Це видання являє собою результат щотижневих семінарів, організованих Інститутом Буцериуса у 2001/2002 рр. за участю провідних дослідників Голокосту в Ізраїлі, Німеччині, Європі та Сполучених Штатах. Семінари використовували історіографію, напрацювання в області художньої літератури, кінематографії, щоб проаналізувати основні наративи жертв, злочинців та очевидців у роботах, присвячених історії Голокосту.
Крім цього, деякі з публікацій конференції «Європа і Ізраїль: що далі?», стосовно питань «рееміграції», були включені в « Щорічник Інституту Лео Бека 2004». Крім того, Інститут опублікував результати своєї конференції «Смертельні Сусіди» в одному з номерів журналу «Mittelweg 36. Журнал Гамбурзького інституту соціальних досліджень».
Серед інших публікацій інституту можна також згадати велику кількість публікацій асоційованих членів Інституту o поточної історії Німеччини та стосунки між євреями і неєвреями в Німеччині, Європі та Ізраїлі.